# Young Power (album)
Young Power – debiutancki album zespołu Young Power wydany w 1987 przez wytwórnię Polskie Nagrania "Muza". Materiał nagrano we wrześniu 1986 w studiu PR w Poznaniu.

## Lista utworów
1. "First Not Last" (K. Popek) – 4:25
2. "B.E.D." (K. Popek) – 9:15
3. "Dziadki bez orzechów (Crackers without Nuts)" (K. Zawadzki) – 5:30
4. "Człowiek, którego nie ma (Man Who's Not There)" (A. Korecki) – 7:25
5. "One By One" (K. Popek) – 4:00
6. "Jahu" (A. Korecki) – 4:10
7. "Last Not First" (K. Popek) – 4:10

## Skład
- Krzysztof Popek – flet, lider
- Piotr Wojtasik – trąbka
- Antoni Gralak – trąbka
- Robert Jakubiec – trąbka
- Robert Majewski – trąbka
- Grzegorz Nagórski – puzon
- Bronisław Duży – puzon
- Włodzimierz "Kinior" Kiniorski – saksofon
- Aleksander Korecki – saksofon
- Adam Wendt – saksofon
- Waldemar Leczkowski – saksofon
- Wojciech Niedziela – instr. klawiszowe
- Zbigniew Jakubek – instr. klawiszowe
- Andrzej Urny – gitara solo (6)
- Henryk Gembalski – skrzypce solo (3)
- Grzegorz Kapołka – gitara solo (4)
- Marcin Pospieszalski – gitara basowa
- Krzysztof Zawadzki – instr. perkusyjne
- Andrzej Ryszka – perkusja